# Xenox tigrinus
Xenox tigrinus är en tvåvingeart som först beskrevs av De Geer 1776.  Xenox tigrinus ingår i släktet Xenox och familjen svävflugor. Inga underarter finns listade i Catalogue of Life.

## Bildgalleri

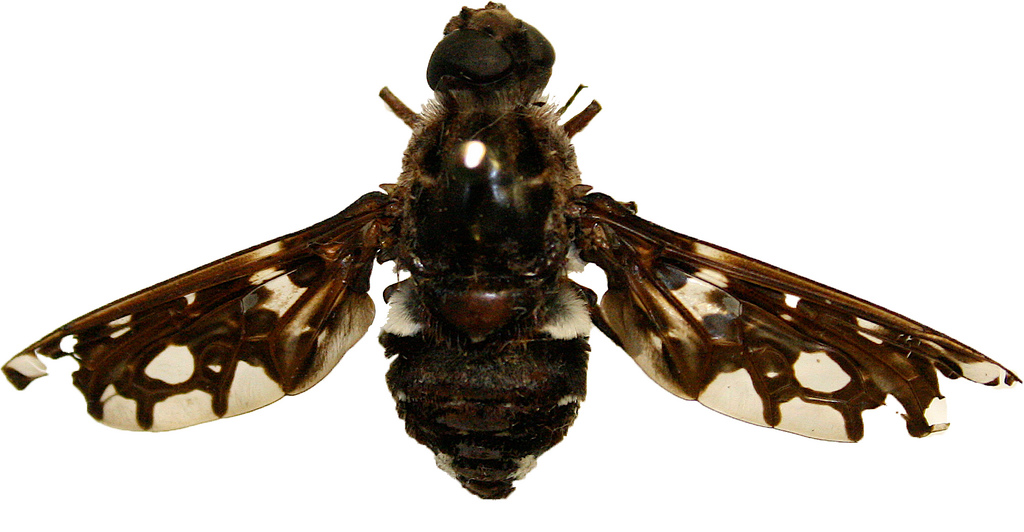